# تومي جونسون (لاعب كرة قدم)
تومي جونسون (بالإنجليزية: Tommy Johnson)‏ (15 يناير 1971 بغيتسهيد في المملكة المتحدة - ) هو لاعب كرة قدم بريطاني في مركز الهجوم. شارك مع منتخب إنجلترا تحت 21 سنة لكرة القدم. أما مع النوادي، فقد لعب مع أستون فيلا وديربي كاونتي وسكونثورب يونايتد وشيفيلد وينزداي وشيفيلد يونايتد ونادي إيفرتون ونادي سلتيك ونادي غيلينغهام ونادي كيلمارنوك ونوتس كاونتي ونادي تاموورث ونادي روسيستر ‏.

## وصلات خارجية
- تومي جونسون على موقع قاعدة بيانات كرة القدم.إي يو (الإنجليزية)
- تومي جونسون على موقع Soccerbase.com (لاعب) (الإنجليزية)
- تومي جونسون على موقع عالم كرة القدم.نت (الإنجليزية)